# Town and Country (Washington)
Town and Country és una concentració de població designada pel cens dels Estats Units a l'Estat de Washington. Segons el cens del 2000 tenia 4.452 habitants.

## Demografia
Segons el cens del 2000, Town and Country tenia 4.452 habitants, 1.829 habitatges, i 1.263 famílies. La densitat de població era de 1.227,8 habitants per km².
Dels 1.829 habitatges en un 28,5% hi vivien nens de menys de 18 anys, en un 55,3% hi vivien parelles casades, en un 10,3% dones solteres, i en un 30,9% no eren unitats familiars. En el 26,1% dels habitatges hi vivien persones soles l'11,5% de les quals corresponia a persones de 65 anys o més que vivien soles. El nombre mitjà de persones vivint en cada habitatge era de 2,43 i el nombre mitjà de persones que vivien en cada família era de 2,91.
Per edats la població es repartia de la següent manera: un 24% tenia menys de 18 anys, un 7,4% entre 18 i 24, un 24,8% entre 25 i 44, un 26,3% de 45 a 60 i un 17,5% 65 anys o més.
L'edat mediana era de 40 anys. Per cada 100 dones de 18 o més anys hi havia 85,6 homes.
La renda mediana per habitatge era de 40.668 $ i la renda mediana per família de 47.750 $. Els homes tenien una renda mediana de 35.398 $ mentre que les dones 26.167 $. La renda per capita de la població era de 20.393 $. Aproximadament el 3,1% de les famílies i el 7,3% de la població estaven per davall del llindar de pobresa.

## Poblacions properes
El següent diagrama mostra les poblacions més properes.